# Ґіжиці (Великопольське воєводство)
Ґіжиці (пол. Giżyce) — село в Польщі, у гміні Ґрабув-над-Просною Остшешовського повіту Великопольського воєводства.
Населення — 410 осіб (2011).
У 1975-1998 роках село належало до Каліського воєводства.

## Демографія
Демографічна структура станом на 31 березня 2011 року:
|          | Загалом | Допрацездатний вік | Працездатний вік | Постпрацездатний вік |
| -------- | ------- | ------------------ | ---------------- | -------------------- |
| Чоловіки | 197     | 35                 | 141              | 21                   |
| Жінки    | 213     | 51                 | 110              | 52                   |
| Разом    | 410     | 86                 | 251              | 73                   |